# Checkmate (Bliss)
Checkmate è un balletto con musica, scritto dal compositore britannico Arthur Bliss nel 1936-1937.

## Descrizione
Bliss collaborò al libretto, insieme alla coreografa Ninette de Valois. Dopo la prima guerra mondiale Bliss sviluppò l'interesse per il balletto avendo assistito ai Balletti russi di Sergej Djagilev a Londra. Bliss compose Checkmate per il Vic-Wells Ballet (in seguito Sadler's Wells Ballet), che allestì la prima rappresentazione di Checkmate, al Théâtre des Champs-Élysées, il 15 giugno 1937. Constant Lambert diresse la Lamoureux Orchestra.
Tra i ballerini della prima figuravano:
- June Brae (la Donna nera)
- Harold Turner (il Cavaliere rosso)
- Frederick Ashton (la Morte)
- Robert Helpmann (il Re rosso)
- Pamela May (la Donna rossa)
- Margot Fonteyn (il Comandante dei pedoni neri)

La musica venne trasmessa per la prima volta per radio il 15 ottobre 1937 sul canale della BBC.

### Episodi dell'opera
- Prologo-I giocatori: Moderato Maestoso
- Danze dei pedoni rossi: Allegro Spirito Scherzando
- Danza dei quattro Cavalieri: Allegro Moderato Sempre Robustamente
- Ingresso della Donna nera: L'istesso Tempo
- Mazurka del Cavaliere rosso: Moderato Giojosamente
- Cerimonia degli Alfieri rossi: Largamende (Misticamente)
- Ingresso delle Torri rosse: Allegro Molto Deciso
- Ingresso del Re e della Donna: Grave
- L'attacco: Allegro Impetuoso E Brillante
- Il duello: Maestoso Moderato E Molto Appassionato
- Danze della Donna nera: Allegretto Dispettoso
- Finale-Scaccomatto: Andante Poco Sostenuto-Allegro Vivace E Feroce

### Trama
Nell'antefatto i pezzi degli scacchi si animano e provano sentimenti umani. La vicenda principale riguarda l'amore del Cavaliere rosso per la Donna nera. Nel Prologo compaiono due giocatori pronti a darsi battaglia. Il primo, vestito d'oro, rappresenta l'Amore e sceglie i pezzi rossi. Il secondo, in nero, rappresenta la Morte e prende i pezzi neri.
Il balletto vero e proprio comincia coi pedoni rossi che si dispongono sulla scacchiera. I Cavalieri rossi arrivano in scena, seguiti dai Cavalieri neri. Questi si prostrano terrorizzati quando la Donna nera fa il suo ingresso. La Donna nera corteggia il Cavaliere rosso e gli getta una rosa; il Cavaliere rosso s'infatua di lei.
Giungono la Donna e il Re dei pezzi rossi. L'anziana Donna chiede aiuto. Una prima "partita" fra i due giocatori finisce con la Donna nera che mette in "scacco" il Re rosso. Si arriva così a un duello tra il Cavaliere rosso e la Donna nera che vede vittorioso il primo. Questi, tuttavia, non può ucciderla perché l'ama. Si volta per restituirle la rosa, ma la Donna nera ne approfitta per pugnalarlo a morte. Nel corteo funebre per il Cavaliere rosso "la Morte conduce l'Amore al termine della processione".
La Donna nera fa poi perdere la testa al Re rosso, che è costretto ad arrendersi ai pezzi avversari e, nell'ultimo momento della sua vita, ricorda la sua giovinezza prima che la Donna nera pugnali anche lui alla schiena nello "scaccomatto" finale.

### Registrazioni
- ASV CD WLS 255: Royal Ballet Sinfonia; Barry Wordsworth, conductor (complete ballet)
- Naxos 8.557641: Royal Scottish National Orchestra; David Lloyd-Jones, conductor (complete ballet)